# 新民話
新民話，是中國廣西壯族自治區東南部一帶的一類客家话方言，又稱話、麼个話等。“新民”是指後迁入的人，與當地原先土著或南下漢人區分開來。新民話流行於廣西浦北、陸川、博白、賀州等縣市；除以上地方，賓陽縣等廣西地區也有新民話分佈。